# Praia do Futuro
Praia do Futuro è un film del 2014 scritto e diretto da Karim Aïnouz. La pellicola è stata presentata in anteprima al 64º Festival di Berlino. Nei paesi anglosassoni la pellicola è stata intitolata Futuro Beach.

## Trama
A Praia do Futuro, una spiaggia molto famosa del Brasile, due giovani turisti tedeschi si buttano in mare. Entrambi rischiano di morire affogati. Uno di loro, effettivamente muore, l'altro, ovvero Konrad, viene salvato dal bagnino Donato. Quest'ultimo, scosso dall'accaduto, chiede al fratello minore, Ayrton, cosa avrebbe fatto se un giorno non ci fosse più. Il fratello risponde che lo avrebbe, in un modo o nell'altro, riportato a casa. Donato non riesce a dimenticare l'accaduto e allora va a trovare in ospedale Konrad. I due finiscono per fare sesso. Il sesso, tra di loro, col tempo si trasforma in qualcosa di più, che porterà Donato a trasferirsi a Berlino col nuovo amante.
Il trasferimento a Berlino sembra sconvolgere la vita di Donato, facendola diventare piena di colori. Condivide l'appartamento con Konrad che lo ama perdutamente. Passano così magnifici momenti. Tuttavia, col passare del tempo, Donato sente l'impellente bisogno di ritornare nel paese natale, dove ha lasciato senza alcuna spiegazione il fratello, la madre, la spiaggia, la sua vita e il lavoro. Inoltre non conosce il tedesco e questo lo esclude qualsiasi possibilità di socializzazione con gli altri. Rivela la sua decisione di tornare a casa a Konrad, che cerca prima di trovare una soluzione, ma poi decide di lasciarlo andare. Tuttavia, Donato ci ripensa e decide di rimanere a Berlino.
Anni dopo, un misterioso ragazzo è alla ricerca di Donato, che intanto ha deciso di vivere in un appartamento singolo, ma è ancora in contatto con Konrad. Il misterioso ragazzo si rivela essere Ayrton. Quest'ultimo ha sviluppato un odio per il fratello maggiore, visto che l'ha lasciato da solo a Praia do Futuro. Quest'odio inizia a svanire col passare del tempo. Il ragazzo, inoltre, rivela al fratello della morte della madre per un'infezione ai polmoni. Ayrton ruba la moto di Konrad e si dirige in discoteca. Konrad lo rintraccia e lo fa stare da lui. Giorni dopo, Donato, Konrad e Ayrton risolvono i loro conflitti e si divertono tutti e tre su una spiaggia.

## Riconoscimenti
- 2014 - Festival internazionale del cinema di San Sebastián
  - Miglior film latino americano
- 2014 - Festival MIX Milano
  - Miglior film
- 2014 - Grande Prêmio do Cinema Brasileiro
  - Miglior attore non protagonista a Jesuíta Barbosa
- 2014 - Havana Film Festival 
  - Miglior colonna sonora a Volker Bertelmann
  - Miglior suono a Danilo Carvalho e Matthias Schwab
- 2015 - São Paulo Association of Art Critics Awards
  - Miglior film
- 2015 - SESC Film Festival, Brazil
  - Miglior fotografia (premio del pubblico)
  - Miglior fotografia (premio della critica)